# Redtel
Redtel, Asociación Española de Operadores de Telecomunicaciones (conocida como Redtel) es una asociación española de operadores de telecomunicaciones creada en 2007. Redtel agrupa a ONO, Orange, Telefónica y Vodafone y actúa a modo de «lobby» o grupo de presión.
Esta asociación ha cesado su actividad a finales de 2013.